# Aghil-Pass
Der Aghil-Pass ist ein Passübergang in den Aghil-Bergen nördlich des Karakorum.
Der 4805 m hoch gelegene Gebirgspass bildet einen nördlichen Zugang des Karakorum und wurde im September 1887 von dem britischen Forschungsreisenden Francis Younghusband von Norden kommend überquert. Der Pass stellt einen alpinen Übergang dar. Vom Oberlauf des Yarkant gelangt man über die Flusstäler von Zug Shaksgam und Surukwat von Norden kommend zum Passübergang. Südlich des Aghil-Passes liegt der Oberlauf des Shaksgam. Der Pass befindet sich an der nördlichen Grenze des von China annektierten Shaksgam-Tals. Er ist von Mai bis Oktober passierbar.